# لي نيلسون
لي نيلسون (بالإنجليزية: Lee Nelson)‏ هو لاعب كرة قدم أمريكية أمريكي، ولد في 30 يناير 1954 في كيسيمي في الولايات المتحدة.

## وصلات خارجية
- لي نيلسون على موقع مرجع كرة القدم المحترفة.كوم (الإنجليزية)